# Bahnstrecke Kędzierzyn-Koźle–Kluczbork
| Bahnhof Zębowice/Zembowitz (Mai 2009) | |                                                      |                                     |
| Streckennummer: | 175 |                                                      |                                     |
| Kursbuchstrecke: | 128l (Kędzierzyn-Koźle (Heydebreck (Oberschles.)) – Leśnica (Leschnitz-St. Annaberg)) (1934) 128m (Strzelce Opolskie (Groß Strehlitz) – Fosowskie (Vossowska)) (1934) 128 (Fosowskie (Vossowska) – Kluczbork (Kreuzburg (Oberschles.))) (1934) |                                                      |                                     |
| Streckenlänge: | 89,006 km |                                                      |                                     |
| Spurweite: | 1435 mm (Normalspur) |                                                      |                                     |
| Stromsystem: | Strzelce–Kluczbork ehem. 3000 V = |                                                      |                                     |
| Zweigleisigkeit: | ehem. Fosowskie–Kluczbork |                                                      |                                     |
| | |                                                      |                                     |
| \| \| \| von Racibórz (Ratibor) \| \| \| \| \| von und nach Gliwice (Gleiwitz) \| \| \| \| 0,000 \| Kędzierzyn-Koźle (Heydebreck O.S.)[1] \| 180 m \| \| \| \| Landesstraße 40 \| \| \| \| \| Kłodnica (Klodnitz) \| \| \| \| \| nach Nysa (Neiße) \| \| \| \| \| \| \| \| \| \| Kanał Gliwicki (Gleiwitzer Kanal) \| \| \| \| 2,626 \| Abzweig Kłodnica \| 175 m \| \| \| \| \| \| \| \| \| nach Opole (Oppeln) \| \| \| \| 6,312 \| Łąki Kozielskie (Lenkau/Wolfswiesen) \| 192 m \| \| \| 9,570 \| Leśnica (Leschnitz-St. Annaberg/Bergstadt) \| 209 m \| \| \| 14,389 \| Zalesie Śląskie (Groß Walden) \| 230 m \| \| \| 19,629 \| Zimna Wódka (Kaltwasser) \| 262 m \| \| \| \| Autobahn 4 \| \| \| \| \| Brzezina (1946–1947) \| 265 m \| \| \| \| Landesstraße 94 \| \| \| \| \| von Gliwice (Gleiwitz) \| \| \| \| \| \| \| \| \| \| Anschluss Kalksteinbruch \| \| \| \| 30,078 \| Strzelce Opolskie (Groß Strehlitz) \| 230 m \| \| \| \| Anschluss Agromet \| \| \| \| \| nach Opole (Oppeln) \| \| \| \| \| Anschluss Zementwerk \| \| \| \| 35,802 \| Rozmierka (Rosmierka/Groß Maßdorf) \| 207 m \| \| \| 40,728 \| Kadłub (Kadlub/Starenheim) \| 191 m \| \| \| 43,903 \| Sporok (Carmerau/Karmerau) \| 196 m \| \| \| 48,548 \| Staniszcze Wielkie (Groß Stanisch/Groß Zeidel) \| 209 m \| \| \| \| Mała Panew (Malapane) \| \| \| \| \| von Zawadzkie (Zawadzki) \| \| \| \| \| von Lubliniec (Lublinitz) \| \| \| \| 51,726 \| Fosowskie (Vossowska/Voßwalde) \| 197 m \| \| \| \| nach Opole (Oppeln) \| \| \| \| \| nach Dobrodzień (Guttentag) \| \| \| \| \| Landesstraße 46 \| \| \| \| 58,105 \| Myślina Lubliniecka (Mischline/Bachheiden) \| 210 m \| \| \| 65,074 \| Zębowice (Zembowitz/Föhrendorf) \| 220 m \| \| \| 75,477 \| Szumirad (Sausenberg) \| 205 m \| \| \| 81,365 \| Lasowice Małe Oleskie (Klein Lassowitz/Schloßwalden) \| 209 m \| \| \| \| Landesstraße 45 \| \| \| \| 85,780 \| Abzweig Kuniów (1984–2005) \| 195 m \| \| \| \| \| \| \| \| \| von und nach Lubliniec (Lublinitz) \| \| \| \| \| von Opole (Oppeln) \| \| \| \| 89,006 \| Kluczbork (Kreuzburg (Oberschles.)) \| Kluczbork (Kreuzburg (Oberschles.)) \| \| \| \| Landesstraße 42 \| \| \| \| \| Abzweig Ligota Dolna \| 182 m \| \| \| \| \| \| \| \| \| nach Oleśnica (Oels) \| \| \| \| \| \| \| \| \| \| Abzweig Gotartów \| 185 m \| \| \| \| nach Kępno (Kempen) \| \| | |                                                      |                                     |
| Strecke | | von Racibórz (Ratibor)                               | von Racibórz (Ratibor)              |
| Abzweig geradeaus, nach rechts und von rechts | | von und nach Gliwice (Gleiwitz)                      | von und nach Gliwice (Gleiwitz)     |
| Bahnhof | 0,000 | Kędzierzyn-Koźle (Heydebreck O.S.)                   | 180 m                               |
| Brücke | | Landesstraße 40                                      | Landesstraße 40                     |
| Brücke über Wasserlauf | | Kłodnica (Klodnitz)                                  | Kłodnica (Klodnitz)                 |
| Abzweig geradeaus und nach links | | nach Nysa (Neiße)                                    | nach Nysa (Neiße)                   |
| Abzweig ehemals geradeaus und nach links · Strecke von rechts | |                                                      |                                     |
| Brücke über Wasserlauf (Strecke außer Betrieb) · Brücke über Wasserlauf | | Kanał Gliwicki (Gleiwitzer Kanal)                    | Kanał Gliwicki (Gleiwitzer Kanal)   |
| Strecke (außer Betrieb) · ehemalige Blockstelle | 2,626 | Abzweig Kłodnica                                     | 175 m                               |
| Abzweig geradeaus und von links (Strecke außer Betrieb) · Abzweig geradeaus und ehemals nach rechts | |                                                      |                                     |
| Strecke (außer Betrieb) · Strecke nach links | | nach Opole (Oppeln)                                  | nach Opole (Oppeln)                 |
| Bahnhof (Strecke außer Betrieb) | 6,312 | Łąki Kozielskie (Lenkau/Wolfswiesen)                 | 192 m                               |
| Bahnhof (Strecke außer Betrieb) | 9,570 | Leśnica (Leschnitz-St. Annaberg/Bergstadt)           | 209 m                               |
| Bahnhof (Strecke außer Betrieb) | 14,389 | Zalesie Śląskie (Groß Walden)                        | 230 m                               |
| Bahnhof (Strecke außer Betrieb) | 19,629 | Zimna Wódka (Kaltwasser)                             | 262 m                               |
| Strecke mit Straßenbrücke (Strecke außer Betrieb) | | Autobahn 4                                           | Autobahn 4                          |
| Haltepunkt / Haltestelle (Strecke außer Betrieb) | | Brzezina (1946–1947)                                 | 265 m                               |
| Brücke (Strecke außer Betrieb) | | Landesstraße 94                                      | Landesstraße 94                     |
| Strecke quer · Kreuzung geradeaus oben (Strecke geradeaus außer Betrieb) · Strecke von rechts | | von Gliwice (Gleiwitz)                               | von Gliwice (Gleiwitz)              |
| Abzweig ehemals geradeaus und von links · Strecke nach rechts | |                                                      |                                     |
| Abzweig geradeaus und ehemals von rechts | | Anschluss Kalksteinbruch                             | Anschluss Kalksteinbruch            |
| Bahnhof | 30,078 | Strzelce Opolskie (Groß Strehlitz)                   | 230 m                               |
| Abzweig geradeaus und ehemals nach links | | Anschluss Agromet                                    | Anschluss Agromet                   |
| Abzweig ehemals geradeaus und nach links | | nach Opole (Oppeln)                                  | nach Opole (Oppeln)                 |
| Abzweig geradeaus und von rechts (Strecke außer Betrieb) | | Anschluss Zementwerk                                 | Anschluss Zementwerk                |
| Bahnhof (Strecke außer Betrieb) | 35,802 | Rozmierka (Rosmierka/Groß Maßdorf)                   | 207 m                               |
| Bahnhof (Strecke außer Betrieb) | 40,728 | Kadłub (Kadlub/Starenheim)                           | 191 m                               |
| Bahnhof (Strecke außer Betrieb) | 43,903 | Sporok (Carmerau/Karmerau)                           | 196 m                               |
| Bahnhof (Strecke außer Betrieb) | 48,548 | Staniszcze Wielkie (Groß Stanisch/Groß Zeidel)       | 209 m                               |
| Brücke über Wasserlauf (Strecke außer Betrieb) | | Mała Panew (Malapane)                                | Mała Panew (Malapane)               |
| Abzweig ehemals geradeaus und von rechts | | von Zawadzkie (Zawadzki)                             | von Zawadzkie (Zawadzki)            |
| Abzweig geradeaus und von rechts | | von Lubliniec (Lublinitz)                            | von Lubliniec (Lublinitz)           |
| Bahnhof | 51,726 | Fosowskie (Vossowska/Voßwalde)                       | 197 m                               |
| Abzweig ehemals geradeaus und nach links | | nach Opole (Oppeln)                                  | nach Opole (Oppeln)                 |
| Abzweig geradeaus und nach rechts (Strecke außer Betrieb) | | nach Dobrodzień (Guttentag)                          | nach Dobrodzień (Guttentag)         |
| Bahnübergang (Strecke außer Betrieb) | | Landesstraße 46                                      | Landesstraße 46                     |
| Bahnhof (Strecke außer Betrieb) | 58,105 | Myślina Lubliniecka (Mischline/Bachheiden)           | 210 m                               |
| Bahnhof (Strecke außer Betrieb) | 65,074 | Zębowice (Zembowitz/Föhrendorf)                      | 220 m                               |
| Bahnhof (Strecke außer Betrieb) | 75,477 | Szumirad (Sausenberg)                                | 205 m                               |
| Bahnhof (Strecke außer Betrieb) | 81,365 | Lasowice Małe Oleskie (Klein Lassowitz/Schloßwalden) | 209 m                               |
| Bahnübergang (Strecke außer Betrieb) | | Landesstraße 45                                      | Landesstraße 45                     |
| Blockstelle (Strecke außer Betrieb) | 85,780 | Abzweig Kuniów (1984–2005)                           | 195 m                               |
| Strecke von links (außer Betrieb) · Abzweig geradeaus und nach rechts (Strecke außer Betrieb) | |                                                      |                                     |
| Abzweig ehemals geradeaus, ehemals nach rechts und von rechts · Strecke (außer Betrieb) | | von und nach Lubliniec (Lublinitz)                   | von und nach Lubliniec (Lublinitz)  |
| Abzweig geradeaus und von links · Kreuzung geradeaus unten (Strecke geradeaus außer Betrieb) | | von Opole (Oppeln)                                   | von Opole (Oppeln)                  |
| Bahnhof · Strecke (außer Betrieb) | 89,006 | Kluczbork (Kreuzburg (Oberschles.))                  | Kluczbork (Kreuzburg (Oberschles.)) |
| Strecke mit Straßenbrücke · Strecke mit Straßenbrücke (Strecke außer Betrieb) | | Landesstraße 42                                      | Landesstraße 42                     |
| Strecke · Blockstelle (Strecke außer Betrieb) | | Abzweig Ligota Dolna                                 | 182 m                               |
| Strecke · Abzweig geradeaus und nach links (Strecke außer Betrieb) · Strecke von rechts (außer Betrieb) | |                                                      |                                     |
| Abzweig geradeaus und nach links · Kreuzung geradeaus unten (Strecke geradeaus außer Betrieb) · Abzweig quer und ehemals nach links | | nach Oleśnica (Oels)                                 | nach Oleśnica (Oels)                |
| Strecke nach links · Abzweig ehemals geradeaus und von rechts | |                                                      |                                     |
| ehemalige Blockstelle | | Abzweig Gotartów                                     | 185 m                               |
| Strecke | | nach Kępno (Kempen)                                  | nach Kępno (Kempen)                 |

Die Bahnstrecke Kędzierzyn-Koźle–Kluczbork (Kandrzin-Cosel–Kreuzburg O.S.) ist eine ehemalige Bahnstrecke in der Woiwodschaft Opole.

## Verlauf und Zustand
Die Strecke begann einerseits am Abzweig Kłodnica (km 2,626) an der Bahnstrecke Kędzierzyn-Koźle–Opole, andererseits gab es auch ein direktes Gleis vom Bahnhof Kędzierzyn-Koźle (Kandrzin/Heydebreck), sie verlief nordwärts zum Bahnhof Leśnica (Leschnitz-St. Annaberg/Bergstadt; km 9,570), dann ostwärts und wieder nordwärts zum Bahnhof Strzelce Opolskie (Groß Strehlitz; km 30,078) an der Bahnstrecke Bytom–Wrocław und weiter zum Bahnhof Fosowskie (Vossowska/Voßwalde) an der Bahnstrecke Tarnowskie Góry–Opole, daneben Endpunkt der Bahnstrecke Kielce–Fosowskie und der einstigen Kleinbahn Guttentag–Vosswalde. Endbahnhof war Kluczbork (Kreuzburg (Oberschles.); km 89,006) an der Bahnstrecke Kalety–Wrocław, dazu Beginn der Bahnstrecke Kluczbork–Poznań und Endpunkt der Bahnstrecke Jełowa–Kluczbork. Dazu gab es zu den ersten beiden Strecken eine Umfahrung Kluczborks.
Die Strecke war zwischen Kędzierzyn-Koźle und Fosowskie eingleisig, von Fosowskie bis Kluczbork zweigleisig und von Strzelce Opolskie bis Kluczbork mit drei Kilovolt Gleichspannung elektrifiziert. Die Strecke ist bis auf einige wenige Bahnhofsbereiche unbefahrbar.

## Geschichte
Am 15. November 1868 wurde die Strecke Vossowska–Kreuzburg (Oberschlesien) von der Rechte-Oder-Ufer-Eisenbahn eröffnet, die Fortführung gen Süden nach Groß Strehlitz wurde am 15. November 1912 von den Preußischen Staatseisenbahnen eröffnet, nachdem die ROUE 1886 verstaatlicht worden war. 1914 sah der Fahrplan fünf Zugpaare Vossowska–Kreuzburg und drei Groß Strehlitz–Vossowska vor, sowie einen nur an einzelnen Wochentagen verkehrenden Einzelzug Groß Strehlitz–Vossowska. Vom südlichsten Abschnitt wurde zunächst am 1. Juli 1934 der Abschnitt Leschnitz-St. Annaberg–Heydebreck O.S. von der Deutschen Reichsbahn eröffnet, am 11. Juni 1936 erfolgte der Lückenschluss Groß Strehlitz–Leschnitz-St.Annaberg.
Nach dem Zweiten Weltkrieg und der Angliederung Schlesiens an Polen kam die Strecke zu den Polnischen Staatseisenbahnen, von denen der Abschnitt Fosowskie–Kluczbork zweigleisig ausgebaut und bis Ende Dezember 1983 elektrifiziert wurde, die südliche Fortsetzung bis Strzelce Opolskie wurde bis zum 11. Juli 1984 elektrifiziert. Ungefähr zur gleichen Zeit wurde eine Umfahrung Kluczborks eröffnet.
Der Personenverkehr zwischen Kędzierzyn und Fosowskie wurde zum 23. Juni 2000, der zwischen Fosowskie und Kluczbork zum 12. Dezember 2004 eingestellt, die Strecke wurde stillgelegt.